# Селективні аборти

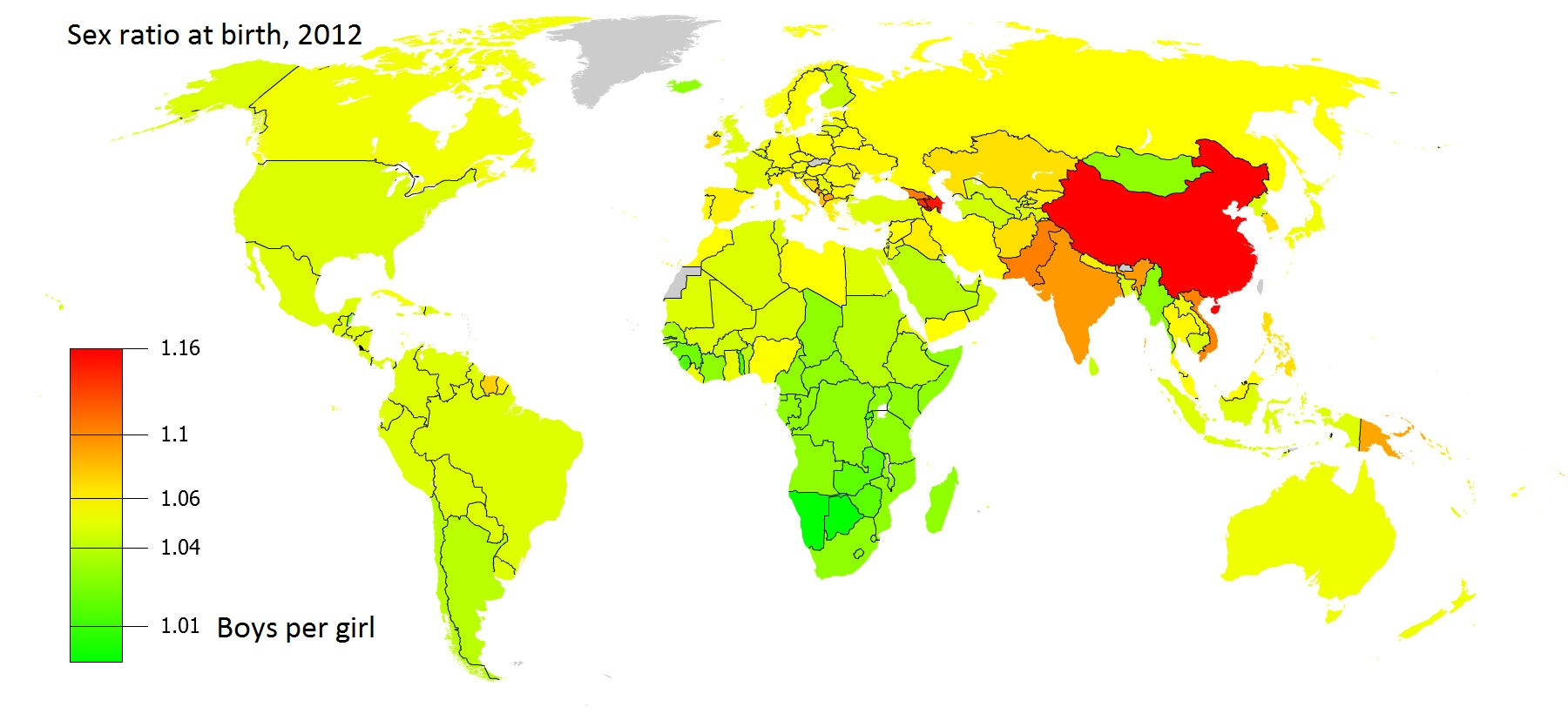
Гендерний баланс у країнах світу (число хлопчиків на 1 дівчинку при народженні)

Селективні аборти (англ. Sex-selective abortions) ― тенденція переривання вагітності через передбачувану (жіночу) стать плоду. Вибірковий аборт плоду жіночої статі найчастіше зустрічається там, де синів цінують більше, ніж дочок, унаслідок гендерних стереотипів та традиційно закріпленої нерівності. Особливо розповсюдженою ця форма євгеніки є в частинах Східної Азії та Південної Азії (зокрема в КНР, Індії та Пакистані), а також на Кавказі, Західних Балканах та меншою мірою у Північній Америці.
Аборти, проведені селективним шляхом, були вперше задокументовані в 1975 році й стали поширеним явищем наприкінці 1980-х у Південній Кореї та Китаї, а також приблизно в той самий час в Індії.
Згідно з демографічними дослідженнями, очікуване природне співвідношення статей при народженні становить 103—107 чоловіків на 100 жінок. Селективний аборт впливає на демографію статей: Китай та Індія, дві найгустонаселеніші країни світу, внаслідок селективних абортів мають незбалансоване співвідношення.

## Співвідношення статі при народженні

Співвідношення статі людини при народженні може змінюватися як через природні причини, так і внаслідок селективного аборту

Селективний аборт впливає на співвідношення статей людини, тобто відносну кількість чоловіків до жінок у певній віковій групі. Дослідження про селективні аборти базуються на припущенні, що коефіцієнт статі за народженням, який є загальним співвідношенням немовлят чоловічої та жіночої статі, для регіонального населення є основою показника селективних абортів.
У дослідженні 2002 року природна пропорція знаходилася на рівні, у якому приблизно на 100 дівчат народжувалося 106 хлопчиків. Співвідношення, яке суттєво відрізняється від 106, часто вважається залежним від поширеності та масштабів селективних абортів. Країнами з високим рівнем селективного аборту плодів жіночої статі вважаються ті, які мають коефіцієнт статі за народженням від 108 та вище, плодів чоловічої статі — від 102 та нижче. Однак це припущення є предметом продовження наукових досліджень.

## Оцінки масштабів феміциду
Оцінки ймовірно «зниклих» дівчаток та жінок, враховуючи нормальне співвідношення статей при народженні в діапазоні 103—107, значно різняються між дослідниками та основними припущеннями щодо очікуваних показників післяпологової смертності серед чоловіків і жінок. Наприклад, дослідження 2005 року підрахувало, що лише в Афганістані, Бангладеші, Китаї, Індії, Пакистані, Південній Кореї й Тайвані «зникли» понад 90 мільйонів жінок, а також припущено, що селективний аборт відіграє роль у цьому дефіциті. На початку 1990-х років Сен оцінив кількість зниклих жінок у розмірі 107 мільйонів, Коул — 60 мільйонів, Класен — 89 мільйонів зниклих жінок у Китаї, Індії, Пакистані, Бангладеші, Непалі, Західній Азії та Єгипті. Клаусен Гільмото у своїй доповіді за 2010 рік використовує останні дані (за винятком Пакистану) й оцінює набагато меншу кількість зниклих дівчат, але зазначає, що вищі співвідношення статей у багатьох країнах створили гендерний розрив — дефіцит дівчат у віковій групі 0-19 років.
| Країна         | Гендерний розрив (0-19 років) | % неповнолітніх жінок | Регіон                 | Релігійна ситуація     |
| -------------- | ----------------------------- | --------------------- | ---------------------- | ---------------------- |
| Азербайджан    | 111,000                       | 8.3                   | Кавказ                 | Переважно іслам        |
| Албанія        | 21,000                        | 4.2                   | Південно-Східна Європа | Релігійне різноманіття |
| Афганістан     | 265,000                       | 3.0                   | Південна Азія          | Переважно іслам        |
| Бангладеш      | 416,000                       | 1.4                   | Південна Азія          | Переважно іслам        |
| Вірменія       | 35,000                        | 8.4                   | Кавказ                 | Переважно християнство |
| В′єтнам        | 139,000                       | 1.0                   | Південно-Східна Азія   | Релігійне різноманіття |
| Грузія         | 24,000                        | 4.6                   | Кавказ                 | Переважно християнство |
| Індія          | 12,618,000                    | 5.3                   | Південна Азія          | Релігійне різноманіття |
| Китай          | 25,112,000                    | 15.0                  | Східна Азія            | Релігійне різноманіття |
| Непал          | 125,000                       | 1.8                   | Південна Азія          | Переважно індуїзм      |
| Пакистан       | 206,000                       | 0.5                   | Південна Азія          | Переважно іслам        |
| Південна Корея | 336,000                       | 6.2                   | Східна Азія            | Релігійне різноманіття |
| Сінгапур       | 21,000                        | 3.5                   | Південно-Східна Азія   | Релігійне різноманіття |
| Чорногорія     | 3,000                         | 3.6                   | Південно-Східна Європа | Переважно християнство |

## Поширення
Точна поширеність абортів за статевою ознакою невизначена, оскільки така практика в деяких суспільствах є відкритою таємницею, а отже, офіційні дані відсутні. Деякі автори стверджують, що досить складно пояснити, чому практика селективних абортів трапляється в одних культурах, а не в інших, і що аборт, який залежить від статі, не можна пояснити лише патріархальними соціальними нормами, оскільки у більшості країн домінують чоловіки, але лише меншість практикує аборт за ознакою статі.

### Африка та Близький Схід
Селективний аборт на основі переваг сина є значним у Північній Африці та на Близькому Сході. Перевага сина також є загальним виправданням селективного аборту в деяких країнах Субсахарської Африки, таких як Нігерія.

### Азія
Згідно з дослідженням 2019 року, переважна більшість абортів за ознакою статі припадає на Китай та Індію, у яких відбулося 11.9 млн та 10.6 млн відповідно з 23 млн селективних абортів у світі.

#### Китай

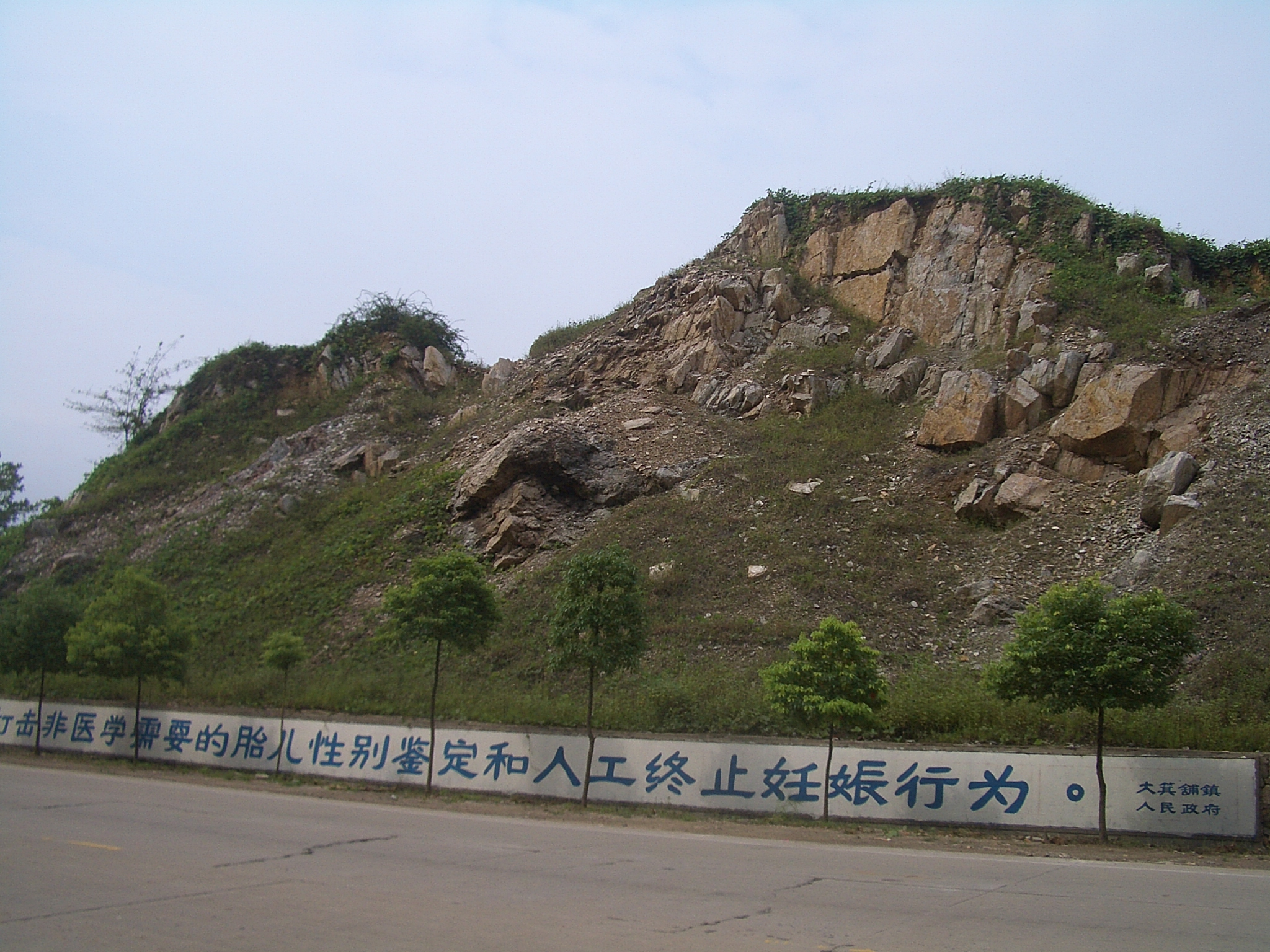
Придорожнє гасло закликає автомобілістів боротися з непотрібною з медичної точки зору допологовою ідентифікацією статі та практикою переривання вагітності за статтю (Дає, Хубей, 2008)

Китай, найбільш густонаселена країна світу, має серйозну проблему з незбалансованим співвідношенням статей населення. У статті BBC від 2010 року зазначалося, що коефіцієнт народження за статтю в країні становив 119 хлопчиків на 100 дівчат, а в деяких сільських районах цей показник зростав до 130 хлопчиків на 100 дівчат. Китайська академія соціальних наук підрахувала, що до 2020 року понад 24 мільйони китайських чоловіків шлюбного віку можуть залишитися без дружин. У 1979 році Китай запровадив політику однієї дитини, яка в рамках глибоко патріархальної культури країни призвела до незбалансованого співвідношення статі при народженні. Політика однієї дитини застосовувалася протягом багатьох років, у тому числі шляхом примусових абортів та примусової стерилізації, але поступово послаблювалася, поки її офіційно не скасували у 2015 році.

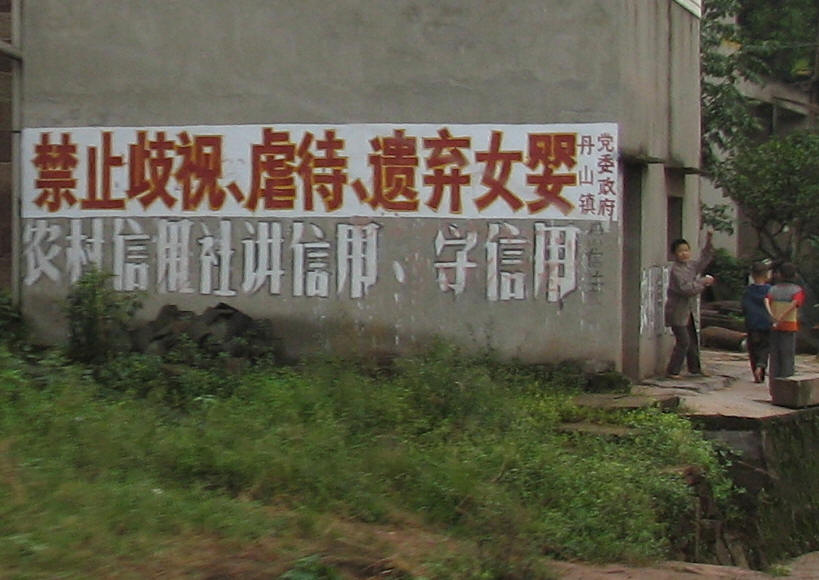
Придорожній знак у містечку Даньшань: «Забороняється дискримінувати немовлят жіночої статі або знущатися з них»

Коли в 1960 році в Китаї почали вивчати співвідношення статей, воно все ще було в межах норми. Однак, згідно з офіційним переписом населення, коефіцієнт зріс до 111.9 до 1990 року й до 118 до 2010 року. Дослідники вважають, що причинами такого дисбалансу у співвідношенні статей є підвищена дитяча смертність жінок, заниження даних про народження дівчаток та селективні аборти. За даними Zeng et al. (1993), найпомітнішою причиною, ймовірно, є аборти за статтю, але це важко довести в країні з мало надійними даними про народження через приховування «незаконних» (відповідно до політики однієї дитини) пологів.
Ці незаконні пологи призвели до заниження звітності про немовлят жіночої статі. Zeng et al., використовуючи метод зворотного виживання, підрахували, що занижена звітність не дозволяє врахувати близько 2.26 % народжень чоловіків і 5.94 % народження жінок. З урахуванням незареєстрованих незаконних пологів вони дійшли висновку, що виправлене китайське співвідношення статей при народженні за 1989 рік становило 111, а не 115. Ці середні національні показники з часом маскують регіональні дані про співвідношення статей. Наприклад, у 2005 році Аньхой, Цзянсі, Шеньсі, Хунань і Ґуандун мали співвідношення статей при народженні понад 130.
Традиційні китайські методи визначення статі використовуються протягом сотень років, переважно з невідомою точністю цих методів. Лише після того, як ультразвукове дослідження стало широко доступним у міських та сільських районах Китаю, можна було визначити стать науково. У 1986 році Міністерство охорони здоров'я опублікувало Повідомлення про заборону визначення статі перед пологами, але воно не набуло широкого поширення. Через три роки МОЗ заборонило використання методик визначення статі, за винятком діагностики спадкових захворювань. Однак багато людей мають особисті зв'язки з медичними працівниками, і сильна перевага сина все ще домінує в культурі, що призводить до широкого використання методів визначення статі.
Харді, Ґу і Се припускають, що селективні аборти більш поширені у сільській місцевості Китаю, оскільки там перевага сина є набагато сильнішою. Міські райони Китаю в середньому рухаються до більшої рівності для обох статей, тоді як сільські райони Китаю, як правило, дотримуються більш традиційних поглядів на гендер. Частково це пов'язано з вірою в те, що сини назавжди залишаються частиною сім'ї, тоді як дочки в ній лише тимчасово, адже після шлюбу переходять до нової сім'ї. Крім того, якщо первістком жінки є син, її становище в суспільстві підвищується, в той час, як це не стосується первістка-дівчинки. Сім'ї в Китаї знають про критичну нестачу дітей жіночої статі та її вплив на перспективи шлюбу в майбутньому; багато батьків починають працювати додатково, коли їхні сини ще маленькі, щоб мати змогу заплатити викуп за наречену.

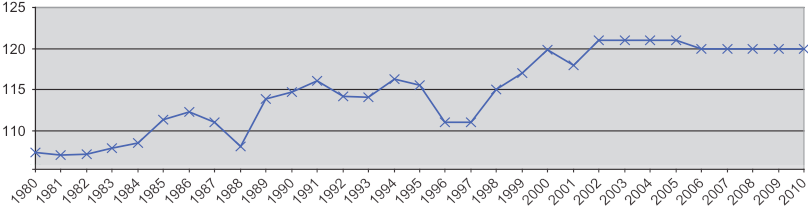
Співвідношення статей при народженні в Китаї різко змінилося після впровадження Політики однієї дитини.

У дослідженні 2005 року Чжу, Лу та Гескет виявили, що найвище співвідношення статей було для людей у віці від 1 до 4 років, а у двох провінціях, Тибеті та Сіньцзяні, співвідношення статей було в межах норми. Дві інші провінції мали співвідношення понад 140, чотири мали співвідношення між 130—139, а сім мали співвідношення між 120—129, кожна з яких значно перевищує природний коефіцієнт.
За даними новин на 2012 рік коефіцієнт статей при народженні в Китаї зменшився до 117 чоловіків на кожні 100 жінок. Співвідношення статей досягло піку у 2004 році на рівні близько 121, а у 2017 році знизилося приблизно до 112. За прогнозами Національного плану розвитку населення Державної ради, співвідношення статей при народженні впаде нижче 112 до 2020 року і 107 до 2030 року.

#### Індія

Співвідношення статей дітей при народженні в Індії, 2011 рік.

Перепис населення Індії 2001 року показав національне співвідношення статей дітей у віці 0-6 років у розмірі 108, яке до 2011 року зросло до 109 (927 дівчат на 1000 хлопчиків і 919 дівчат на 1000 хлопчиків відповідно, у порівнянні з очікуваним нормальним співвідношенням 943 дівчат на 1000 хлопчиків). Середній національний показник маскує коливання регіональних чисел відповідно до перепису населення 2011 року — співвідношення Хар'яни становило 120, відношення Пенджабу — 118, Джамму та Кашміру — 116, а співвідношення в Гуджараті — 111. За переписом 2011 року було встановлено, що східні штати Індії мати коефіцієнт 103 й 104, які нижче норми. На відміну від даних загальнонаціонального перепису населення за десятиліття, невеликі невипадкові вибіркові опитування повідомляють про більш високе співвідношення статей дітей в Індії.
Співвідношення статей при народженні в Індії демонструє регіональну закономірність. Перепис населення країни 2011 року показав, що у всіх східних і південних штатах Індії співвідношення статей дітей було від 103 до 107, що зазвичай розглядається як «природне». Найвище співвідношення статей спостерігається в північних і північно-західних штатах Індії — Хар'яні (120), Пенджабі (118), Джамму й Кашмірі (116). Західні штати Махараштра і Раджастхан 2011 року показали, що співвідношення статей становить 113, Гуджарат — 112, а Уттар-Прадеш — 111.
Дані перепису населення Індії показують, що існує позитивна кореляція між ненормальним співвідношенням статей і кращим соціально-економічним статусом і грамотністю. Згідно з даними переписів 1991, 2001 та 2011 років, у міській Індії коефіцієнт статей при народженні вище, ніж у сільській, що свідчить про більшу поширеність селективних абортів у міській Індії. Аналогічно, співвідношення статей дітей більше ніж 115 хлопчиків на 100 дівчат спостерігається в регіонах, де переважна більшість становлять індуїсти, мусульмани, сикхи або християни; крім того, «нормальне» співвідношення статей дітей від 104 до 106 хлопчиків на 100 дівчат також зустрічається в регіонах, де переважна більшість є індуїстами, мусульманами, сикхами чи християнами. Ці дані суперечать будь-яким гіпотезам, які можуть припустити, що вибір статі є архаїчною практикою, яка відбувається серед неосвічених, бідних верств або певної релігії індійського суспільства.

Співвідношення чоловіків і жінок в Індії на основі офіційних даних перепису населення з 1941 по 2011 рік. Дані свідчать про зростання кількості чоловіків стосовно жінок після появи в Індії технологій пренатального визначення статі на основі ультразвуку

Резерфорд і Рой у своїй статті 2003 року припускають, що методи визначення статі пренатально, які були започатковані в 1970-х роках, набули популярності й в Індії. Ці методи, стверджують Резерфорд і Рой, на початку 2000-х років стали широко доступними в 17 з 29 індійських штатів. Такі методи пренатального визначення статі, стверджують Судха і Раджан у звіті 1999 року, якщо вони доступні, сприяли наданню переваги народженню дітей чоловічої статі.
Арнольд, Кішор і Рой у своїй статті 2002 року також висувають гіпотезу, що сучасні методи скринінгу статі плода сприяють викривленню співвідношення статей дітей в Індії. Ганатра та ін. у своїй роботі 2000 року використовують невелику вибірку опитування, яка показала, що 1⁄6 зареєстрованих абортів було проведено після тесту на визначення статі.
Індійський уряд та різні правозахисні групи продовжили дебати та обговорення способів запобігання вибору статі. Аморальність пренатального вибору статі була поставлена під сумнів, з деякими аргументами на користь того, що пренатальної дискримінації є більш гуманної, ніж післяпологова дискримінація з боку сім'ї, яка не хоче дитину жіночої статі. Інші ставлять під сумнів, чи відрізняється мораль селективного аборту від моралі аборту, коли немає ризику ні для матері, ні для плода, а аборт використовується як засіб припинення небажаної вагітності.
Індія прийняла свій перший закон, пов'язаний з абортами, так званий Закон про медичне переривання вагітності 1971 року, який зробив аборт легальним у більшості штатів, але вказав юридично прийнятні причини абортів, такі як медичний ризик для матері та зґвалтування. Закон також визначив лікарів, які можуть на законних підставах забезпечити процедуру та установи, де можна робити аборти, але не передбачав селективного аборту на основі прогресу технологій.
Зі збільшенням доступності технологій дослідження статі в Індії у 1980-х роках в міських районах та заявами про зловживання ними, уряд Індії прийняв Закон про пренатальну діагностичну техніку у 1994 році. Цей закон був спрямований на покарання за селективні аборти. Вплив закону на ситуацію та ефективність його виконання неясні. У 2009 році Фонд ООН з питань народонаселення та Національна комісія з прав людини Індії попросили уряд Індії оцінити вплив закону. Фонд громадського здоров'я Індії у своїй доповіді за 2010 рік, стверджував про недостатню обізнаність про Закон у деяких частинах Індії, неактивну роль відповідних органів, двозначність серед деяких клінік, які пропонують послуги й роль лікарів, які нехтують законом.
Міністерство охорони здоров'я та сімейного добробуту Індії націлювало освітню та медійну рекламу, щоб охопити клініки та медичних працівників з метою підвищення їхньої обізнаності. Індійська медична асоціація доклала зусиль, щоб запобігти пренатальному вибору статі, надаючи своїм членам Беті Бачао (врятувати дочку) значки під час своїх зустрічей і конференцій.
У листопаді 2007 року Макферсон підрахував, що 100 000 абортів щороку продовжують робити в Індії виключно через те, що плід має жіночу стать.

#### Пакистан

Пакистан має традицію відбору статі. Подібно до Індії, свою роль грає й традиція приданого

Фонд ООН з народонаселення у своїй доповіді за 2012 рік оцінює співвідношення статей при народженні в Пакистані на рівні 110. У міських регіонах, особливо в густонаселеному регіоні Пенджаб, повідомляють про співвідношення статей вище 112 (менш як 900 жінок на 1000 чоловіків). Гадсон і Ден Бур оцінюють, що дефіцит становить близько 6 мільйонів зниклих дівчаток у країні. Три різні дослідження, згідно з Клаусеном і Вінком, відзначають, що в Пакистані найвищий у світі відсоток зниклих дівчат, у порівнянні з загальною кількістю жінок, які не досягли повноліття.
У 2017 році дві пакистанські організації виявили багато випадків дітовбивства в містах Пакистану. Майже всі вбиті немовлята були жіночої статі. Причиною місцева влада назвала бідність та місцеві звичаї, коли хлопчикам віддають перевагу, у порівнянні з дівчатами. Однак велике відкриття в Карачі показує, що багато немовлят були вбиті через місцевих ісламських священнослужителів, у зв'язку з тим, що були народжені поза шлюбом. Річ у тому, що позашлюбні немовлята в ісламі вважаються гріхом.
У період з січня 2017 року по квітень 2018 року фонд Edhi Center і організація Chhipa Welfare виявили 355 новонароджених, викинутих у сміття лише в Карачі, і 99 % з них були дівчатками. Наведені дані є вершиною айсберга, оскільки фонд Edhi має дані лише тих міст, в яких надає послуги.

#### Південна Корея
Селективні аборти набули популярності в Південній Кореї в середині 1980-х — на початку 1990-х років, де аборти через жіночу стать плода були звичайним явищем, оскільки перевагу віддавали дітям чоловічої статі. Історично більшість цінностей і традицій Південної Кореї ґрунтувалися на конфуціанстві, яке диктувало патріархальну систему, мотивуючи надання великої переваги синам. Крім того, попри заборону абортів, поєднання переваги сина та доступності технології вибору статі призвело до збільшення кількості селективних переривань вагітності та народження більшої кількості хлопчиків. Як наслідок, з середини 1980-х і до початку 1990-х років у Південній Кореї спостерігалося зростання коефіцієнту співвідношення статей. Проте в останні роки зі зміною сімейної політики та модернізацією змінилося ставлення до переваги сина, нормалізувалося співвідношення статей та зменшилося кількість селективних абортів.

#### Інші країни Азії
Інші країни з великою кількістю населенням та високим рівнем співвідношенням статей включають і В'єтнам. Фонд ООН з питань народонаселення у своїй доповіді за 2012 рік стверджує, що співвідношення статей народжених у В'єтнамі становить 111, а його густонаселений регіон дельти Червоної річки — 116.
Тайвань повідомляє про співвідношення статей при народженні від 107 до 111 щороку для 4 мільйонів народжених протягом 20-річного періоду з 1991 по 2011 рік, з найвищим співвідношенням статей при народженні у 2000-х роках.
У 2015 році в Гонконзі співвідношення статей при народженні становило 112. Дослідження 2001 року щодо народження дитини в кінці 1990-х років дійшло висновку, що «вибір статі або селективні аборти можуть практикуватися серед китайських жінок Гонконгу».
Нещодавно в деяких частинах Непалу, особливо в долині Катманду, а також у таких районах, як Каскі, було відзначено зростання співвідношення статей при народженні. Високий коефіцієнт статей найбільш помітний серед багатших, більш освічених верств населення в містах.

### Європа
Позанормове співвідношення статей при народженні, що, можливо, пояснюється зростанням частоти селективних абортів, також було помічено в деяких інших країнах за межами Південної та Східної Азії. За даними ЦРУ, найбільш незбалансоване співвідношення статей при народженні в Європі (2017) є в Ліхтенштейні, Вірменії, Албанії, Азербайджані, Сан-Марино, Косово та Північній Македонії. Відзначається, що в Ліхтенштейні найбільш незбалансоване співвідношення статей у світі.

#### Кавказ

Рельєф Кавказу, регіону на кордоні Європи та Азії, розташованого між Чорним і Каспійським морями

Кавказ був названий «регіоном, де переважають чоловіки», і оскільки сімей стало менше в останні роки, тиск на народження синів посилився. До розпаду Радянського Союзу на початку 1990-х років співвідношення статей при народженні в таких країнах Кавказу, як Азербайджан, Вірменія та Грузія, було в діапазоні від 105 до 108. Після колапсу співвідношення статей при народженні різко зросло і залишалося високим протягом останніх 20 років. У Вірменії, Грузії та Азербайджані спостерігалося різкий незбалансований коефіцієнт статей в перше десятиліття 21 століття. У Грузії співвідношення статей при народженні у 2005—2009 роках, як стверджує The Economist, становить близько 120, і ця тенденція свідчить про те, що практика селективних абортів на Кавказі була подібною практиці Східної Азії та Південної Азії в останні десятиліття.
Згідно зі статтею в The Economist, співвідношення статей у Вірменії розглядається як функція порядку народження. У статті стверджувалося, що серед первістків на кожні 100 дівчаток припадає 138 хлопчиків. Загалом співвідношення статей при народженні у Вірменії за кілька років перевищувало 115, що набагато вище, ніж в Індії, яке було на рівні 108. Хоча ці високі співвідношення статей при народженні свідчать про селективні аборти, немає прямих доказів їх широкого розповсюдження на території Кавказу.
За останніми даними ЦРУ, співвідношення статей у 2017 році в регіоні становить 112 для Вірменії, 109 для Азербайджану та 107 для Грузії.

#### Південно-Східна Європа
У 21 столітті на Західних Балканах, у таких країнах, як Албанія, Північна Македонія, Косово та Чорногорія, спостерігалося незбалансоване співвідношення статей при народженні. Вчені стверджують, що це говорить про те, що селективні аборти є поширеними в Південно-Східній Європі. Станом на 2017 рік, за оцінками ЦРУ, співвідношення статей при народженні в Албанії становить 109. Згідно з даними Євростату та записів про народження за 2008—2011 роки, співвідношення статей при народженні в Албанії та Чорногорії за цей період становило 112 і 110 відповідно. В останні роки органи охорони здоров'я Чорногорії висловлюють занепокоєння щодо значного дисбалансу між кількістю народжених чоловіків і жінок. Однак дані ЦРУ у 2017 році вказують на коефіцієнт народжуваності для Чорногорії в межах нормального діапазону — 106. Останніми роками дані реєстрації народжень Північної Македонії та Косово вказують на незбалансоване співвідношення статей при народженні, включно з народжуваністю у 2010 році у 112 для Косова. У 2017 році ЦРУ вказало коефіцієнт при народженні для Північної Македонії та Косово на рівні 108.

### США
Як і в інших країнах, у Сполучених Штатах Америки важко відстежити аборт за статтю через брак даних.
Хоча деякі батьки в Сполучених Штатах не практикують аборт за статтю, безумовно, існує тенденція до переваги чоловіків. Згідно з опитуванням Gallup 2011 року, 40 % респондентів сказали, що віддали б перевагу хлопчику, якби їм було дозволено мати лише одну дитину, тоді як лише 28 % віддали перевагу дівчинці. Коли 40 % опитаних американців розповіли про методи пренатального відбору статі, такі як сортування сперми та відбір ембріонів при заплідненні, вважали, що вибір ембріонів за статтю є прийнятним проявом репродуктивних прав. Станом на 2006 рік ці методи відбору доступні приблизно в половині американських клінік із безпліддя. Однак інші дослідження показують більшу перевагу жінок. За даними парламентського офісу науки й технологій, 80 % американських пар, які хотіли отримати можливість вибору статі, хотіли дівчаток, а не хлопчиків.
Однак примітно, що групи меншин, які іммігрують до Сполучених Штатів, приносять із собою свої культурні погляди та мислення в країну. Дослідження, проведене в клініці безпліддя штату Массачусетс, показує, що більшість пар, які використовують ці методи, наприклад, передімплантаційну генетичну діагностику, мають азійське походження. Вважається, що це пояснюється соціальною важливістю народження дітей чоловічої статі в Китаї та інших азійських країнах.
Дослідження перепису населення Сполучених Штатів 2000 року припускає можливу перевагу чоловіків у сім'ях китайських, корейських та індійських іммігрантів, яка ставала все сильнішою в сім'ях, де перша дитина чи двоє дітей були жінками. У тих сім'ях, де перші дві дитини були дівчатками, співвідношення статей при народженні третьої дитини становило 151.
У зв'язку рухом у напрямку переваги та відбору статі на державному та федеральному рівнях було запропоновано багато заборон на селективний аборт. У 2010 і 2011 роках аборти за статтю були заборонені в Оклахомі та Аризоні відповідно. Законодавці в Джорджії, Західній Вірджинії, Мічигані, Міннесоті, Нью-Джерсі та Нью-Йорку також намагалися ухвалити закони про заборону процедури.

### Інші країни
Дослідження 2013 року Джона Бонгаартса на основі опитувань у 61 великій країні розраховує співвідношення статей, яке було б результатом вибору батьками такої кількості синів і дочок, яких вони хочуть мати. У 35 країнах, стверджує Бонгаартс, бажане співвідношення статей при народженні було б понад 110 хлопчиків на кожні 100 дівчаток, якби батьки в цих країнах мали дитину, яка відповідала б їхній бажаній статі (вища, ніж в Індії, яка, як стверджує The Economist, становить 108).